# NGC 5075
NGC 5075 is een elliptisch sterrenstelsel in het sterrenbeeld Maagd. Het hemelobject werd op 25 maart 1865 ontdekt door de Duitse astronoom Albert Marth.

## Synoniemen
- ZWG 44.65
- NPM1G +08.0322
- PGC 46424